# チョウ (甲殻類)
チョウ（金魚蝨、学名：Argulus japonicus）は、ウオヤドリエビ綱チョウ目チョウ科に分類される甲殻類の1種。主として魚類の外部寄生虫である。別名ウオジラミ。

## 概説
チョウは薄い円盤状の体の甲殻類で、淡水の魚類の外部寄生虫である。鰓尾綱では最もよく知られたものである。吸盤や鈎など、魚にしがみつく構造を持つと同時に、游泳の能力も持ち、よく泳ぐことができる。養魚場など、魚を多数飼育している場所では重篤な被害を出すことがある。別名を「ウオジラミ」と言うが、この名はカイアシ類のウオジラミ科Caligidaeにも用いられるので、注意を要する。チョウの名の由来についてはよくわからない。

## 形態
小型の動物で、大抵、3 - 6mm前後。ほぼ透明で、黒い色素が点在する。全体に円盤形をしている。これは、頭胸部が左右に広がり、さらに腹部の両側にも広がって全体の形を作っているためである。そのため、全身で吸盤になるような構造をしている。頭部の先端付近の腹面には、触角に由来する2対の小さな鈎がある。その後方、腹側に1対の大きな吸盤を持つ。その吸盤は第1小顎の変形したものである。
腹部は頭胸部に埋もれたようになっているが、はっきりした体節が5節あって、最初の節には顎脚が、残りの四節には遊泳用に適応した附属肢がある。尾部は頭胸部の形作る円盤から突き出しており、扁平で後端が二つに割れる。

## 習性
キンギョ、コイ、フナなどの淡水魚類の皮膚に寄生し、鋭い口器でその血液を吸う外部寄生虫である。全身のどこにでもとりつき、体表に付着した姿は鱗の一枚のように見える。
自由に游泳することができるため、時折り宿主を離れて泳ぐ。3-5日間は宿主を離れても死ぬことはない。ただし、魚を離れて泳ぎだしたものが魚に食われる例も多いようである。
産卵時には宿主を離れ、水底の石の表面などに卵を産み付ける。産卵は夜間に行われ、1頭の雌が4日おきに時には10回も産卵する。1回の産卵数は数十から数百で、総計2000を生んだ例もあるという。卵は2-4週で孵化、七齢の幼生期がある。幼生は外見的には成体に似ているが、当初は腹部の附属肢が無く、触角は游泳に適する形をしているので、ノープリウスに近い形態と言える。
なお、何種かの金魚が混泳する水槽でチョウが発生すると、次第にリュウキンなどひれの長い品種の寄生率が高くなるという。これは、この寄生虫が時折魚を離れて泳ぐこと、それにひれの長い品種ほど泳ぐのが遅い傾向があることによるものらしい。

## 利害
養魚家の最も嫌うものの1つ。チョウの駆除にはメトリホナートが有効。少数の場合には目につきにくいので、いつの間にか大繁殖している場合がある。体液を吸われて魚が衰弱するだけでなく、体表に傷を付けられることからミズカビ類の侵入を引き起こしやすいと言われる。

## 分布
日本で発見、記載されたものが先取権を持ったために japonicus （日本の）の名を持つが、現在はユーラシア、アメリカなど、世界各地に広く分布することがわかっている。おそらく魚類の人為的な移動、移植によって移動したためと考えられる。
日本では北海道、本州（東北地方を除く）から記録があり、2012年に鹿児島県における分布が報告されている。

## 近似種
日本ではごく近似のものとして以下の種がある。
チョウモドキ Argulus coregoni Thorell, 1864
チョウにごく似ている。相違点としては腹部の游泳脚の基部の節に羽状棘毛があること、腹部がより長く尖ることなどがある。ヨーロッパが原産で魚類の移植によって持ち込まれたとの説があるが、在来種とする説もある。
モウコチョウ Argulus mongolianus Tokioka, 1939
チョウやチョウモドキに酷似するが、前2種では頭部前縁が弧を描くのに対し、本種では「凸」型に突き出すことによって見分けられる。戦前に日本の研究者によって内モンゴルで発見された。日本では2022年に宮城県で初めて記録されており、中国から移入されたと考えられている。
ほかに日本で報告された淡水種としてマルミチョウA. americanusとツワモノチョウA. lepidosteiがあるが、北米から輸入された魚類に寄生していたものでそれぞれ1例しか記録がない。さらにいくつかの海産種が知られる。